# SMILING GOLD 〜THE BEST & BACKING TRACKS〜
『SMILING GOLD 〜THE BEST & BACKING TRACKS〜』（スマイリング・ゴールド 〜ザ・ベスト・アンド・バッキング・トラックス〜）は、槇原敬之の2枚組ベスト・アルバム。1999年2月24日発売。発売元はワーナーミュージック・ジャパン。

## 解説
最終3部作でのリリースとなった“SMILING”シリーズより15曲を厳選した、槇原のベスト・アルバム。歌手デビュー以来、初めて2枚組で発売された。ディスク1にヴォーカル入り、ディスク2にオリジナル・カラオケを収録。槇原名義、「Makihara」名発売楽曲も含まれている。
“SMILING”単品3部作とは異なり、歌詞ブックレット内にはスタッフ・クレジットが未掲載。

## 収録曲
全作詞・作曲：槙原敬之（特記以外）
1. もう恋なんてしない（4:32）
  - 5thシングル（1992/5/25）
  - NTV系土曜グランド劇場『子供が寝たあとで』主題歌。
2. どうしようもない僕に天使が降りてきた（3:59）
  - 15thシングル（1996/9/25）
  - NTV系『TVおじゃマンボウ』エンディング・テーマ。
3. DARLING（4:17）
  - 5thアルバム『PHARMACY』（1994/10/25）収録曲。
4. Witch Hazel（5:25）
  - 4thアルバム『SELF PORTRAIT』（1993/10/31）収録曲。
5. COWBOY（SINGLE VERSION）（4:32） 
  - 作詞: CHRIS FARREN
  - 14thシングル（1996/7/10）
  - CX系『猛烈アジア太郎』OP曲。
6. No.1（4:51）
  - 8thシングル（1993/9/1）
  - KDD「ゼロゼロイチバン」CMソング。
7. 遠く遠く（4:35）
  - 3rdアルバム『君は僕の宝物』（1992/6/25）収録曲。
  - 2001年と2006年にセルフカヴァーを発表している。
8. SPY（4:34）
  - 12thシングル（1994/8/25）
  - TBS系木曜ドラマ『男嫌い』主題歌。
9. 花水木（6:16）
  - 5thアルバム『PHARMACY』（1994/10/25）収録曲。
10. MILK（5:10）
  - 4thアルバム『SELF PORTRAIT』（1993/10/31）収録曲。
11. SECRET HEAVEN（SINGLE VERSION）（4:23）
  - 作詞: ANDY GOLDMARK
  - 13thシングル（1996/4/10）
12. LOVE LETTER（4:59）
  - 7thアルバム『UNDERWEAR』（1996/10/25）収録曲
  - NTT東日本CMソング。
13. 北風 〜君にとどきますように〜（5:31）
  - 6thシングル（1992/10/25）
  - 2ndシングル「北風」のリメイク。
14. 君は僕の宝物（5:38）
  - 3rdアルバム『君は僕の宝物』（1992/6/25）表題曲。
15. どんなときも。（5:08）
  - 3rdシングル（1991/6/10）
  - 映画『就職戦線異状なし』主題歌他、複数タイアップ。

## 関連作品
- “SMILING” 〜THE BEST OF NORIYUKI MAKIHARA〜
- “SMILING II” 〜THE BEST OF NORIYUKI MAKIHARA〜
- “SMILING III” 〜THE BEST OF NORIYUKI MAKIHARA〜
- SMILING BOX